# 阿爾及爾的義大利女郎
《阿爾及爾的義大利女郎》（L'italiana in Algeri）是一部意大利喜歌劇，由吉奧阿基諾·羅西尼作曲，劇本由安吉羅·安娜莉（Angelo Anelli)以露易士·莫斯卡（Luigi Mosca）早期的作品為藍本編寫。歌劇在1813年5月22日，於威尼斯聖本篤歌劇院（Teatro San Benedetto）首演。
《阿爾及爾的義大利女郎》是一部著名歌劇。有幾個錄音版本，不時重演。
羅西尼21歲編寫《阿爾及爾的義大利女郎》曲目。一個說法指羅西尼花了18天完成作曲，另一說法為27天。歌劇演出取得了顯著的成功，羅西尼於往後2年內逐步修改樂曲，於維琴察（Vicenza）、米蘭（Milan）及那不勒斯（Naples）上演。這歌劇的特色是羅西尼將正歌劇（opera seria）及滑稽歌劇（opera buffa）的風格融合。

## 角色
- 主角
  - 穆斯塔法 — 低男低音
  - 愛薇拉 — 女高音
  - 林德羅 — 高男高音
  - 伊莎貝拉 — 低女低音

- 配角
  - Zulma — 女中音
  - Haly — 男低音
  - Taddeo — 男低音

- 其他
  - 女眷 — 默角
  - 閹人、海盜、奴隸、水手 — 男合唱團

## 故事

### 第1幕
在阿爾及爾首領的皇宮內，Elvira（女高音），在她的女僕 Zulma（女中音）陪伴下，因失寵於他的丈夫（土耳其首領 Mustafà，男低音）而感到懊惱。Mustafà 因 Elvira 的堅決而感到煩厭，Mustafà 私底下向 Haly（海盜首領，男低音）透露他計劃將妻子 Elvira 轉嫁給他的意大利奴僕 Lindoro（男高音）。Mustafà 厭倦他一眾唯唯諾諾的女眷，他想為自己的男子氣概找一個新的挑戰——他想找一個意大利女郎！Mustafà 勒令 Haly 為他找來一個意大利女郎。
Lindoro 獨自歌唱著他的愛人 Isabella（女低音）（歌曲：'Languir per un bella'）。Mustafà 前來向 Lindoro 解釋打算將 Elvira 轉嫁給他。Mustafà 雀躍地形容他們二人是很好的配搭。Lindoro 竭力拒絕。
場景轉到一個海岸，海岸上有一艘被風暴破壞的般隻。船上乘客有前往尋找 Lindoro 的 Isabella（女低音）和心愛她的旅伴 Taddeo（男低音）。Isabella 唱著一首哀傷的獨唱短曲（Cavatina）'Cruda sorte! Amor tiranno!'，表現出她沒有畏懼，克服逆境的勇氣。Haly 和他的手下將 Isabella 和 Taddeo 二人禁錮。Isabella 佯稱 Taddeo 是她的叔父。Haly 得悉 Isabella 是意大利人後感到十分高興，這正正就是 Mustafà 所要求的。Isabella 因為 Taddeo 對 Lindoro 的妒忌而感到十分煩躁，但二人決定聯合起來，互相照應。
返回皇宮，Lindoro 和 Elvira 不想結婚，但 Mustafà 說可以安排 Lindoro 乘船返回意大利，但條件是他必需娶 Elvira 為妻。Lindoro 同意，但坦言他到了意大利亦未必會與 Elvira 結婚。Haly 這個時候告訴 Mustafà 他已經將一位意大利美女帶到。Mustafà 興奮地唱著 'Già d'insolito ardore nel petto agitare'。
由一班閹人隨行下，Mustafà 來到殿堂迎接 Isabella。Mustafà 看見 Isabella，陶醉不已。同一時間，Lindoro、Elvira 和 Zulma 前來向 Mustafà 道別。Lindoro 和 Isabella 相遇，二人心中十分詫異。Isabella 得悉 Elvira 是 Mustafà 的前妻，而且將會許配給 Lindoro！

### 第2幕
在皇宮內，Elvira 及Zulma（二人最都留在阿爾及爾）意識到 Isabella 深諳如何應付男人。Lindoro 被指派為 Isabella 的僕人，而 Taddeo 則為他的告密者。Elvira 和 Zulma 要告知 Isabella 有關 Mustafà 會和她喝咖啡的安排。
Isabella 和 Lindoro 終於有機會獨處，Lindoro 解釋他根本無意迎娶 Elvira。Isabella 和 Lindoro 許下一起逃走的承諾。Lindoro 高興地唱著 'Ah come il cor di giubilo'。Mustafà 帶著滿心不願意的 Taddeo 進來，受土耳其人稱頌為“Lord Kaimakan”，Taddeo 不想在 Isabella 面前為 Mustafà 說好話，但又不敢違抗。
在 Isabella 的寓所內，Isabella 穿上土耳其服，Zulma 和 Elvira 帶來 Mustafà 的訊息：他正在前來與 Isabella 喝咖啡。Isabella 命人準備三杯咖啡，而 Elvira 則在偏房等待。當 Mustafà 即將到臨的時候，Isabella 唱起一首浪漫的獨唱短曲 'Per lui che adoro'，並迎接 Mustafà。Mustafà 告訴 Taddeo 當他打噴嚏就是示意要他離開。Isabella 親切地招呼 Mustafà。Mustafà 打噴嚏，但 Taddeo 故意忽略這個示意。這個時候，令 Mustafà 感到意外的是，Isabella 命人送上了三杯咖啡並邀請在偏房的 Elvira 加入。
在皇宮內另一個角落，Haly 正在唱著讚美意大利女人的歌曲 'Le femmine d'Italia'。這個時候，Taddeo 向 Lindoro 透露他其實不是 Isabella 的叔父，而是他的愛人（當時 Taddeo 並不知道 Lindoro 的真正身份）。Lindoro 大吃一驚。Lindoro 向 Mustafà 説 Isabella 將會宣佈 Mustafà 是她的 pappataci（即是「沉默的食者」(silent eater)，意思是一個不能抗拒女人的男人）。Lindoro 解釋這是意大利人的習俗，而且是一個榮耀。作為一個 pappataci，只需享受一個簡單的生活，吃喝和睡覺。Zulma 和 Haly 對 Isabella 的真正居心和為宴會準備的酒的數量感到狐疑。
在 Isabella 的寓所內，她告訴一眾意大利奴隸 Mustafà 將會是 pappataci，而她會設法釋放他們（歌曲：'Pensa all patria'）。宴會開始，Mustafà 得意洋洋，穿上適合的服飾。Isabella 向他解釋他要做的事，Mustafà 必須發誓只可以吃和喝，而且每當 Taddeo 說話他就要覆述一次，其餘時間都要保持靜默。在 Isabella 和 Lindoro 的挑釁下，Mustafà 立下誓言。
一艘歐洲船隻泊在皇宮旁邊，逃走的時刻來臨了！Taddeo 這個時候才恍然悟到 Lindoro 就是 Isabella 的愛人，他心灰意冷地隨著他們一起逃走。Elvira、Zulma 和 Haly 這個時候發現 Mustafà 仍然懵然地扮演 pappataci。Mustafà 猛然醒覺，並即時派他的軍隊追趕，但他的軍隊全都已飲得醉醺醺了。一眾意大利奴隸向 Mustafà 高聲道別。Mustafà 懇求 Elvira 的原諒，Mustafà 將不會再有其他的意大利女郎了！
這個故事大綱的英文原文由Simon Holledge撰寫，刊載於Opera japonica （页面存档备份，存于），英文原文已獲授權轉載於英文維基。此為中文翻譯版本。

## 錄音版本
這齣歌劇經常被收錄，以下是現存的錄音版本。

DG雙唱片—克勞迪奧·阿巴多指揮的阿爾及爾的義大利女郎（1989年9月13日推出）

- 1954年：卡爾羅·馬利亞·朱里尼（Carlo Maria Giulini）指揮，於米蘭史卡拉歌劇院（La Scala）上演，由 Giulietta Simionato，Cesare Valletti，Mario Petri，Marcello Cortis，Campi，Graziella Sciutti 演繹。（EMI）

- 1963年：瓦爾維索（Silvio Varviso）指揮佛羅倫斯五月音樂節管弦樂團（Maggio Musicale Fiorentino），由貝岡莎（Teresa Berganza），Luigi Alva，Franco Corena，Rolando Panerai，Piero Montarsolo，Giuliana Tavolaccini 演繹。（Decca）

- 1978年：貝提尼（Gary Bertini）指揮德勒斯登國立管弦樂團（Dresden Staatskapelle），由Lucia Valentini Terrani，Ugo Benelli，Sesto Bruscantini，Enzo Dara，A. Mariotti，N. Palacios-Rossi 演繹。（Acanta）

- 1979年：費羅（Gabriele Ferro）指揮Cappella Coloniensis樂團，由Lucia Valentini Terrani, Francisco Araiza, Wladimiro Ganzarolli, Enzo Dara, Alessandro Corbelli, Jeanne Marie Bima 演繹。（Fonit Cetra）

- 1980年：克勞迪奧·西蒙內（Claudio Scimone）指揮威尼斯獨奏家合奏團（I Solisti Veneti），由Marilyn Horne, Ernesto Palacio, Samuel Ramey, Domenico Trimarchi, Nicola Zaccaria, Kathleen Battle 演繹。（Erato）

- 1987年：克勞迪奧·阿巴多（Claudio Abbado）指揮維也納愛樂管弦樂團（Vienna Philharmonic Orchestra），由芭爾莎（Agnes Baltsa）, Frank Lopardo, 魯格羅·萊蒙第（Ruggero Raimondi）, Enzo Dara, Alessandro Corbelli, Patrizia Pace, Anna Gonda 演縯。（DG）

- 1998年：洛培茲柯伯士（Jesús López-Cobos）指揮洛桑室內管絃樂團（Lausanne Chamber Orchestra），由拉莫蕾（Jennifer Larmore）, Darina Takova, Laura Polverelli, Raúl Giménez, John del Carlo, Alessandro Corbelli, Carlos Chausson 演繹。（Teldec）

## 外部連結
- 劇本（意大利文）
- Opera Guide 故事，劇本，重點